# マンガペディア
マンガペディア（mangapedia）は、一般社団法人百科綜合リサーチ・センター、株式会社エイトリンクス、株式会社VOYAGE MARKETINGによるオンライン漫画百科事典。
2016年1月25日にベータ版ウェブサイトが開設された後、同年4月7日に株式会社VOYAGE GROUP、百科綜合リサーチ・センター、株式会社リンクトデータによる正式リリースが発表された。

## 概要
「世界で初めての体系的漫画百科事典」を謳っており、漫画やアニメに特化した内容となっている。漫画やアニメを扱う百科事典は項目の性質上からも編纂の難易度が高いとされてきたが、本事典では編集者が可能な限り実物に目を通したうえで執筆しており、百科事典と同様の編纂や項目の選定を経て品質の担保に努めている。
事典については、VOYAGE GROUP、百科綜合リサーチ・センター、リンクトデータによって編纂されている。各項目については、漫画評論の著作を持つ永山薫や漫画関連の活動を手がけるマンガナイトなど、適切な執筆者たちに依頼して執筆されている。
事典に加えてニュース記事が掲載されているほか、人の手も加わった精度の高い検索機能が備えられている。また、各作品に興味を持ってもらうための特集も組まれている。
2021年をもってInternet Explorerへの対応は終了しており（閲覧も不可）、2022年以降はGoogle Chromeなどでないと利用できなくなっている。

## 著作権
テキスト部分の著作権は、小学館グループ企業のエイトリンクスに帰属している。

## 参加
ウィキペディアのように一般ユーザーがすぐに参加できるのではなく、誤りなどを発見した場合は専用フォームから送信して精査されたうえで反映されるようになっている。なお、ベータ版当時はメールアドレスやSNSアカウントを用いて登録したユーザー同士が意見を交換する場「スレッド」を作成可能となっていたほか、項目ごとに関連掲示板も設置されていた。